# Команда «33»
«Команда „33“» (рос. «Команда „33“») — радянський художній фільм режисера Миколи Гусарова, знятий за мотивами повісті Альберта Ліханова «Військовий ешелон» на Свердловській кіностудії у 1987 році.

## Сюжет
Відбувається призов на військову службу. Молоді хлопці, отримали з військкомату повістки і, пройшовши медкомісію, проводять дні, що залишилися до початку служби по-різному: хтось гуляє на дискотеці, хтось в компанії друзів на природі, а хтось навіть хуліганить, влаштовуючи бійку. Підполковник Нікітін з групою офіцерів супроводжує призовників в особливому військовому ешелоні до місця служби майбутніх морських піхотинців — на Далекий Схід. Добиратися туди їм належить кілька діб. Саме тут в вагонах цього поїзда, коли немає вже поруч тат і мам, молодим призовникам належить починати проявляти характер і отримувати перший досвід справжнього армійського життя.
Фільм в кінці 80-х показувався призовникам як наочний посібник для служби в армії.

## У ролях
- Юрій Назаров —  підполковник Нікітін
- Олександр Рахленко —  капітан Цвєтков  (супроводжуючий ешелону)
- Сергій Тезов —  комсорг Андрій Дьомін
- Олексій Рождєственський —  Ігор Ямпольський
- Сергій Созінов —  Віктор Купріянович Барабанов
- Геннадій Сидоров —  Соколов
- Сергій Пожогін —  Козін
- Валерій Немешаєв —  Пахолкін
- Володимир Бєлоусов —  Олександр Сергійович Голубок
- Мілена Тонтегоде —  Марина, провідниця-спекулянтка
- Валерій Храмцов —  старший лейтенант Андрій Петрович Фірсов  (замполіт)
- Віктор Григорюк —  доктор Скруль
- Олександр Новиков —  сержант Моргун
- Олег Мокшанцев —  Степан Ілліч, полковник, військовий комісар
- Володимир Фірсов —  Агеєв
- Олександр Коданев —  Дікарьов
- В'ячеслав Бєлоусов —  «Англієць»
- Тетяна Назарова —  дівчина в білому плащі, кохана Голубка
- Володимир Кадочников —  Яків Семенович, директор універсаму

## Знімальна група
- Автори сценарію: Валерій Зеленський,  Валентин Черних
- Режисер-постановник:  Микола Гусаров
- Оператор-постановник: Георгій Майєр
- Автор і виконавець пісень:  Олексій Могилевський
- Художник-постановник: Валерій Лукінов